# موسى جار الله
موسى جار الله (1295 - 1369 هـ / 1878 - 1949 م) هو شيخ الإسلام في روسيا قبل الثورة البلشفية.
هو موسى جار الله، ابن فاطمة، التركستاني القازانى التاتاري، الروستوفدوني الروسي: شيخ إسلام روسيا، قبل الثورة البلشفية وفي إبانها. ولد في (روستوف دون) بروسيا. وتفقه بالعربية وتبحر في علوم الإسلام. ثم كان إمام الجامع الكبير في بتروغراد (لنينغراد) وحجٌ وجاور بمكة ثلاث سنين.

## الصدام مع السلطة
وعاد إلى بلاده، فأنشأ مطبعة في (بتروغراد) خدم بها اللغات العربية والفارسية والتترية والتركية والروسية خدمة مفيدة. وكان يحسن هذه اللغات، وإذا تكلم بالعربية فحديثه بالفصحى، أنفة من العامية. ونشر كتابا بالتركية عن علاقة المسلمين بالثورة الروسية، أغضب حكومتها.

### كتابه الأشهر
فانتزعت منه المطبعة. وقبض عليه وسجن وفي مقدمة أحد كتبه (الوشيعة) وصف لرحلته بعد ذلك، هذا موجزه: (هاجرت بيتي ووطني سنة 1930 هـجرة اضطرارية، وقد سُدَّت علي طرق النجاة، فساقتني الأقدار من طريق التركستان الغربي إلى التركستان الشرقي الصيني، فالبامير، فأفغانستان، وانتهزت الفرصة للسياحة في البلاد الإسلامية. وكنت قد سحت من قبل في الهند وجزيرة العرب ومصر وكل بلاد تركيا وكل التركستان الغربي إذ أنا طالب صغير، ودامت سياحتي في تلك المرة ستة أعوام. وعدت في سياحتي الأخيرة هذه فمررت بتلك الأقطار، وزدت عليها إيران والعراق. ا هـ) واعتقله الإنكليز في الهند مدة، في خلال الحرب العالمية الثانية. ومرض في مصر، فدخل (ملجأ العجزة) بالقاهرة، وتوفي به.
وصفه محمد كرد علي في «مذكراته» فقال: «وهو من الأفراد الذين لا يحسن بهم الدهر على العالم إلا في العصر بعد العصر، وحياتهم من أولها إلى آخرها حافلة بالخير والنفع».
من آثاره بالعربية: «تاريخ القرآن والمصاحف» وقد طُبع الجزء الأول منه، و«شرح ناظمة الزهر» ، والوشيعة في نقض عقائد الشيعة.

## وفاته
توفي بمصر عام 1949 م ودفن بحوش الباشا، مقابر الأسرة المالكة الخديوية، في القاهرة.